# 橫帶鮨
橫帶鮨，為輻鰭魚綱鱸形目鱸亞目鮨科的其中一種，分布於西大西洋區，從美國南卡羅來納州至巴西東南部海域，棲息深度27-400公尺，體長可達20公分，生活在岩石底質海域，為底棲性魚類，屬肉食性，以甲殼類等為食。

## 擴展閱讀
- 橫帶鮨的图片 （页面存档备份，存于）